# Árbol de Piedra

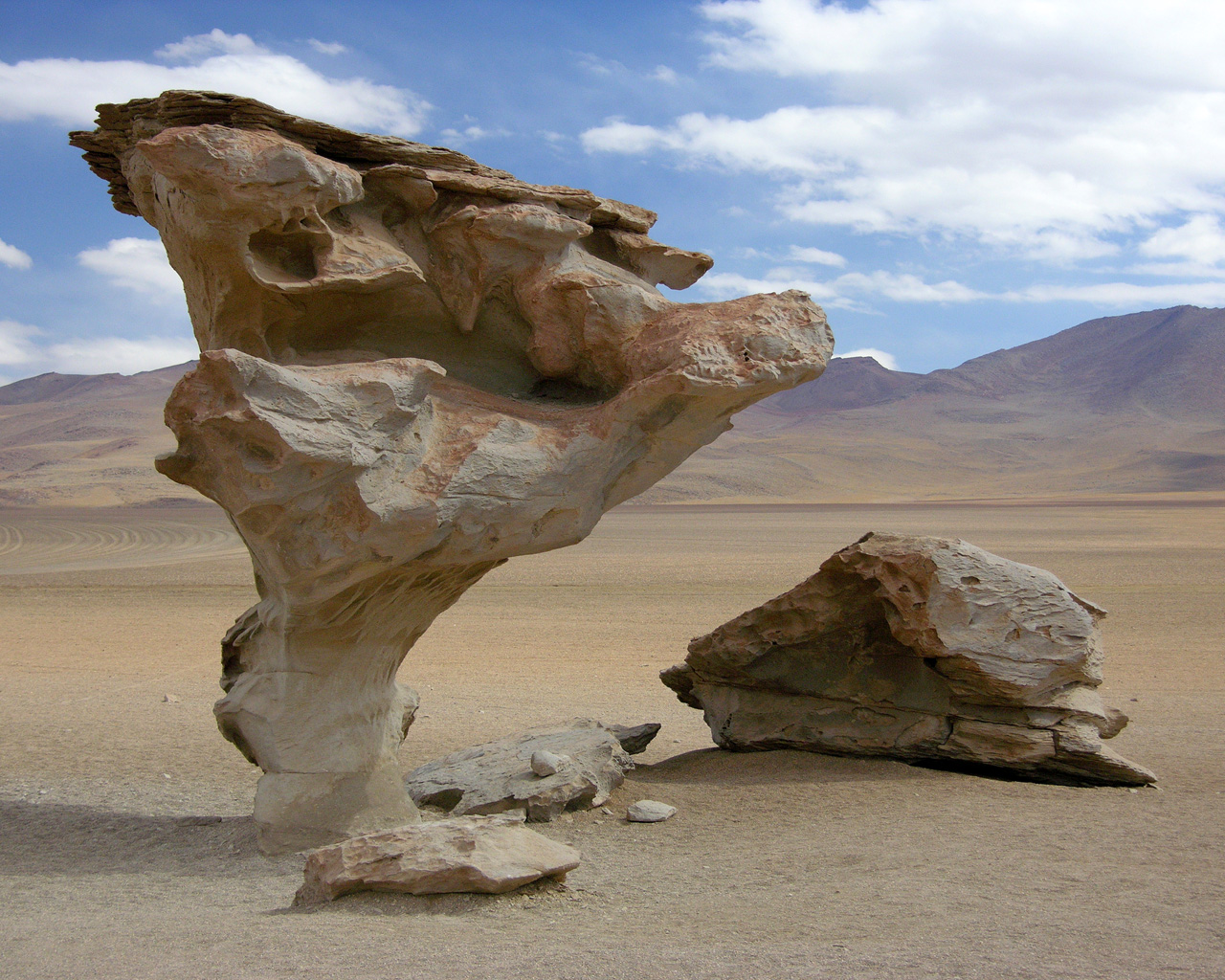
A Árbol de Piedra ("Árvore de Pedra") na Reserva Nacional de Fauna Andina Eduardo Avaroa.

Árbol de Piedra (em português:Árvore de Pedra) é um monólito natural de formação geomorfológica por erosão causada pelo vento muito forte da região. Está situado no deserto Siloli, à entrada da Reserva Nacional de Fauna Andina Eduardo Avaroa, no departamento de Potosí, na Bolívia.
Muito fotografado, este monumento natural fica 18 km a norte da Laguna Colorado.